# Фенленд
Фенленд (англ. Fenland) — неметрополитенский район (англ. non-metropolitan district) в графстве Кембриджшир (Англия). Административный центр — город Марч.

## География
Район расположен в северной части графства Кембриджшир, граничит с графствами Линкольншир и Норфолк.

## Состав
В состав района входит четыре города
- Марч
- Уисбич
- Уитлси
- Чаттерис

и 12 общин (англ. civil parish):
- Бенуик
- Крайстчёрч
- Доддингтон
- Элм
- Горфилд
- Ливерингтон
- Мейни
- Ньютон
- Парсон-Дров
- Тидд-Сент-Джайлс
- Уимблингтон
- Уисбич-Сент-Мэри